# Casa de la Vila de Llívia
Casa de la Vila de Llívia és una obra de Llívia (Baixa Cerdanya) inclosa a l'Inventari del Patrimoni Arquitectònic de Catalunya.

## Descripció
Edifici fet amb pedra, maçoneria i arrebossat. És un edifici de planta baixa i dos pisos. A la planta baixa hi ha tres obertures, la central és la de la porta principal, amb un arc de mig punt. A cada banda hi ha una finestra, també amb arcs de mig punt. A la primera planta hi ha tres finestrals amb llinda i carreus de pedra al voltant. Fins al nivell dels arcs el material és la pedra, maçoneria i dovelles. Els arcs estan fets amb pedres de perfil, quedant emmarcats per un altre arc de carreus. Als angles de la façana hi ha carreus angulars. La coberta és de pissarra, a quatre vessants.

## Història
El règim municipal està documentat des del 1349. L'any 1952 la Corporació va aprovar un projecte per a construir la Casa de la Vila al solar conegut pel nom de Forn del Comú, lloc on es troba actualment.